# Hilde Lauer
Hilde Lauer, född 24 mars 1943 i Orţişoara, är en rumänsk före detta kanotist.
Lauer blev olympisk silvermedaljör i K-1 500 meter vid sommarspelen 1964 i Tokyo.